# Tùng Dương (diễn viên)
Tùng Dương (tên khai sinh: Nguyễn Đỗ Tùng Dương, bút danh: Tùng Dương Cola, sinh ngày 19 tháng 1 năm 1969 tại Hà Nội, Việt Nam) là một diễn viên, nhà biên kịch, đạo diễn người Việt Nam.

## Tiểu sử và sự nghiệp
Tùng Dương bắt đầu tham gia lĩnh vực phim ảnh từ năm 1994, nhưng phải đến những năm đầu thập niên thứ nhất của thế kỷ 21 mới được công chúng thực sự biết đến với những vai diễn phản diện xuất sắc. Anh ghi dấu ấn trong phim Chuyện phố phường với vai Lân, cùng một số vai diễn thành công khác trong thể loại phim hình sự và chính luận như vai Ban trong Lãnh địa đen (loạt phim Cảnh sát hình sự), vai Lưu trong Hành trình bí ẩn (loạt phim Cảnh sát hình sự), vai quân sư Thép trong Đầm lầy bạc (loạt phim Cảnh sát hình sự), vai Lương Nhân trong Đàn trời, vai tướng ngụy Trần Long trong Dòng sông phẳng lặng, vai Trần Vương trong Khi đàn chim trở về, vai Lê Hải trong Mạch ngầm vùng biên ải... cùng nhiều vai diễn trong các bộ phim truyền hình khác. Hiện nay Tùng Dương đã thôi xuất hiện trên màn ảnh để tập trung cho công việc làm biên kịch và đạo diễn, chủ yếu là ở lĩnh vực phim truyền hình.

### Các phim đã đóng
| Năm  | Tên                          | Vai diễn         |
| ---- | ---------------------------- | ---------------- |
| 1994 | Mảnh đời của Huệ             | Long             |
| 1995 | Cô gái mang tên dòng sông    | Dũng             |
| 1995 | Người chịu nạn               | Đồng             |
| 1995 | Nhật thực làng Hạ            |                  |
| 1996 | Suối Ngàn Lau chảy mãi       | Đăng             |
| 1996 | Cây bạch đàn vô danh         | Người lính       |
| 1996 | Sống mãi với thủ đô          | Phúc             |
| 1997 | Ốc đảo Vua                   | Dũng             |
| 1997 | Hoàng Lê nhất thống chí      | Đinh Tích Nhưỡng |
| 1997 | Cái chết trắng               | Văn              |
| 1997 | Chuyện đời thường            |                  |
| 1997 | Con trai vị giám đốc         |                  |
| 1998 | Tình đời                     |                  |
| 1998 | Người nối dõi                | Hùng             |
| 1998 | Vui buồn sau lũy tre         | Dân              |
| 1998 | Chuyến tàu chạy qua cửa sổ   | Hoàng            |
| 1998 | Trở lại chùa Dâu             |                  |
| 1999 | Chuyên án Trở lại trần gian  | An "Quảng Ninh"  |
| 1999 | Anh Chí xếp hạng             | Chí              |
| 1999 | Ốc đảo Vua (phần 2)          | Dũng             |
| 2000 | Bí mật hồ Hang Rắn           | Thanh            |
| 2000 | Đò chiều                     |                  |
| 2000 | Đôi bờ                       | Sơn              |
| 2001 | Nơi miền quê yên tĩnh        |                  |
| 2001 | Tiếng gọi nơi xa thẳm        | Thành            |
| 2002 | Chàng Trần Cung đi cấp cứu   | Chí              |
| 2003 | May ơi là may                | Bình             |
| 2003 | Ánh chiều chạng vạng         | Công             |
| 2003 | Khoảnh khắc giao mùa         | Trần Mây         |
| 2004 | Những giấc mơ dài            | Lộc              |
| 2004 | Chuyện phố phường            | Lân              |
| 2004 | Lãnh địa đen                 | Ban              |
| 2005 | Dòng sông phẳng lặng         | Trần Long        |
| 2006 | Trò đùa số phận              | Quảng            |
| 2007 | Những người độc thân vui vẻ  | Tài Phú          |
| 2007 | Con đường hạnh phúc          | Sơn              |
| 2008 | Hành trình bí ẩn             | Lưu              |
| 2008 | Ngõ lỗ thủng                 | Bình             |
| 2008 | Gió làng Kình                | Ông trẻ Khiêm    |
| 2009 | Nhà có nhiều cửa sổ (phần 2) | Kế               |
| 2009 | Đầm lầy bạc                  | Bằng             |
| 2010 | Xả sì troét                  |                  |
| 2011 | Về quê đón Tết               | Phú              |
| 2011 | Đàn trời                     | Lương Nhân       |
| 2012 | Chuyện láng giềng            |                  |
| 2012 | Chuyện ô sin                 |                  |
| 2013 | Hoa cỏ may (phần 3)          | Bố Đan           |
| 2013 | Cao hơn bầu trời             | Hoàng Phan       |
| 2013 | Giấc mơ hạnh phúc            | Hưng             |
| 2014 | Vận may bất ngờ              | Hoàng Vũ         |
| 2014 | Người giữ lửa                | Huy              |
| 2014 | Ngự lâm không kiếm           | Lý Phong         |
| 2014 | Sống gượng                   | Hưng             |
| 2015 | Khi đàn chim trở về 3        | Trần Vương       |
| 2015 | Săn vàng                     | Trung tá Hưng    |
| 2015 | Cò tết sếp                   |                  |
| 2015 | Nhà trẻ bất đắc dĩ           |                  |
| 2016 | Mạch ngầm vùng biên ải       | Lê Hải           |
| 2018 | Người phán xử tiền truyện    | Đồng"cá ngão"    |
| 2018 | Trạng Quỳnh                  | Sứ Thần          |

### Các chương trình truyền hình đã tham gia
| Năm  | Tên                         |
| ---- | --------------------------- |
| 2010 | Camera công sở (mùa 1 và 2) |
| 2011 | Camera công sở (mùa 3 và 4) |
| 2014 | Táo quân VTC (mùa 1)        |
| 2015 | Táo quân VTC (mùa 2)        |
| 2018 | Hãy chọn giá đúng           |

### Các kịch bản đã sáng tác
Danh sách kịch bản Tùng Dương đã sáng tác
- 2013: Vệt nắng sau song sắt (phim truyền hình 30 tập)
- 2014: Mùa bàng rụng trái (phim truyền hình 20 tập), Cỏ mận trầu (phim truyền hình 30 tập)
- 2015: Vực thẳm vô hình (phim truyền hình 30 tập), Những đóa quân tử lan (phim truyền hình 30 tập)
- 2016: Kẻ tàng hình (phim truyền hình 42 tập), Đừng nhắm mắt khi chạy (phim 90')
- 2017: Sức mạnh huyền bí (phim 90'), Kẻ vay mượn linh hồn (phim truyền hình 35 tập)
- 2018: Sát thủ học đường (phim sitcom 60 tập)
- 2019: Canh bạc trắng (phim truyền hình 30 tập)
- 2020: Chung cư ma ám (phim sitcom 45 tập)

## Đời tư
Tùng Dương đã kết hôn ba lần, có bốn người con gái. Hiện anh đã ly hôn người vợ thứ ba và đang sống độc thân cùng con gái út.